# Bottroper BG

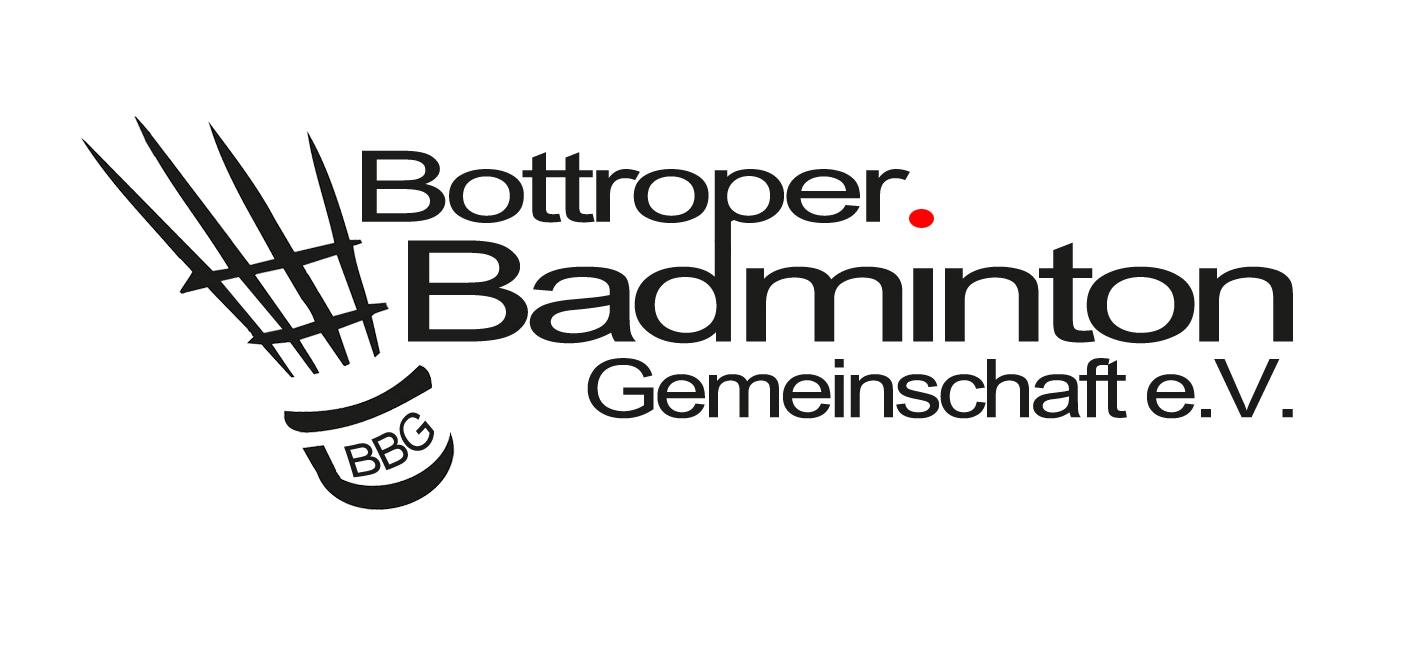
Logo Bottroper BG

Die Bottroper Badminton-Gemeinschaft e. V. (kurz: BBG, Bottroper BG) ist ein deutscher Badminton-Verein aus Bottrop (Nordrhein-Westfalen). Die BBG wurde am 8. März 1976 gegründet. Der Verein gehört dem Badminton-Landesverband Nordrhein-Westfalen mit der Mitgliedsnummer 277 an. Die 1. Mannschaft der Bottroper BG spielt in der Saison 2024/25 in der Landesliga Nord. Zwei weitere Senioren-Teams sind in der Bezirksklasse und Hobbyliga am Start. In der Jugend spielen vier Mini-Mannschaften (U17/U15/U13/U11) für die BBG.

## Spielstätten
Die BBG trägt ihre Heimspiele in der Sporthalle an der Berufsschule in der Gladbecker Straße aus. Dort stehen acht Badminton-Felder zur Verfügung. Das Training findet dort und ebenfalls in der Sporthalle Kirchhellen in der Loewenfeldstraße statt.

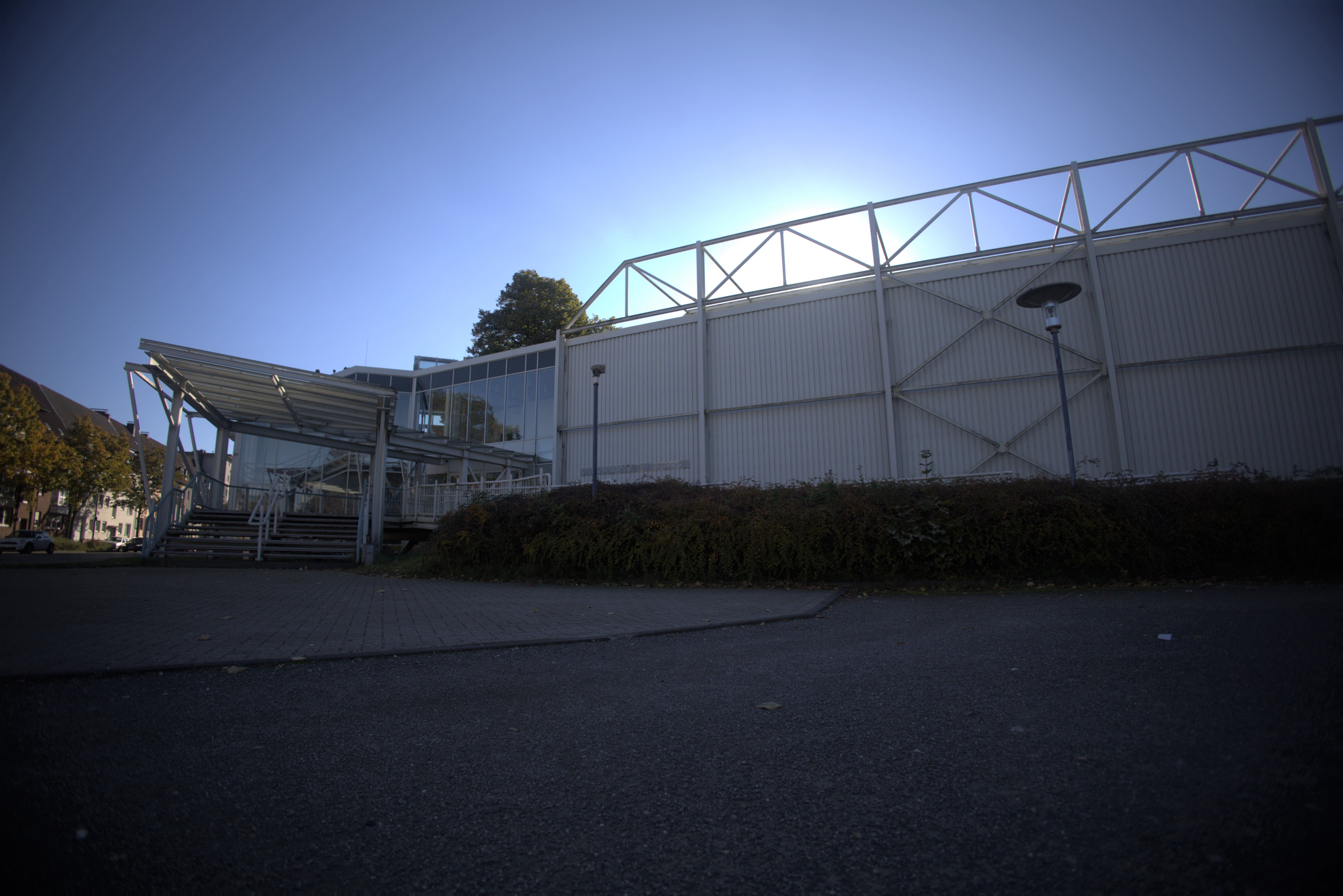
Die Halle an der Berufsschule in Bottrop
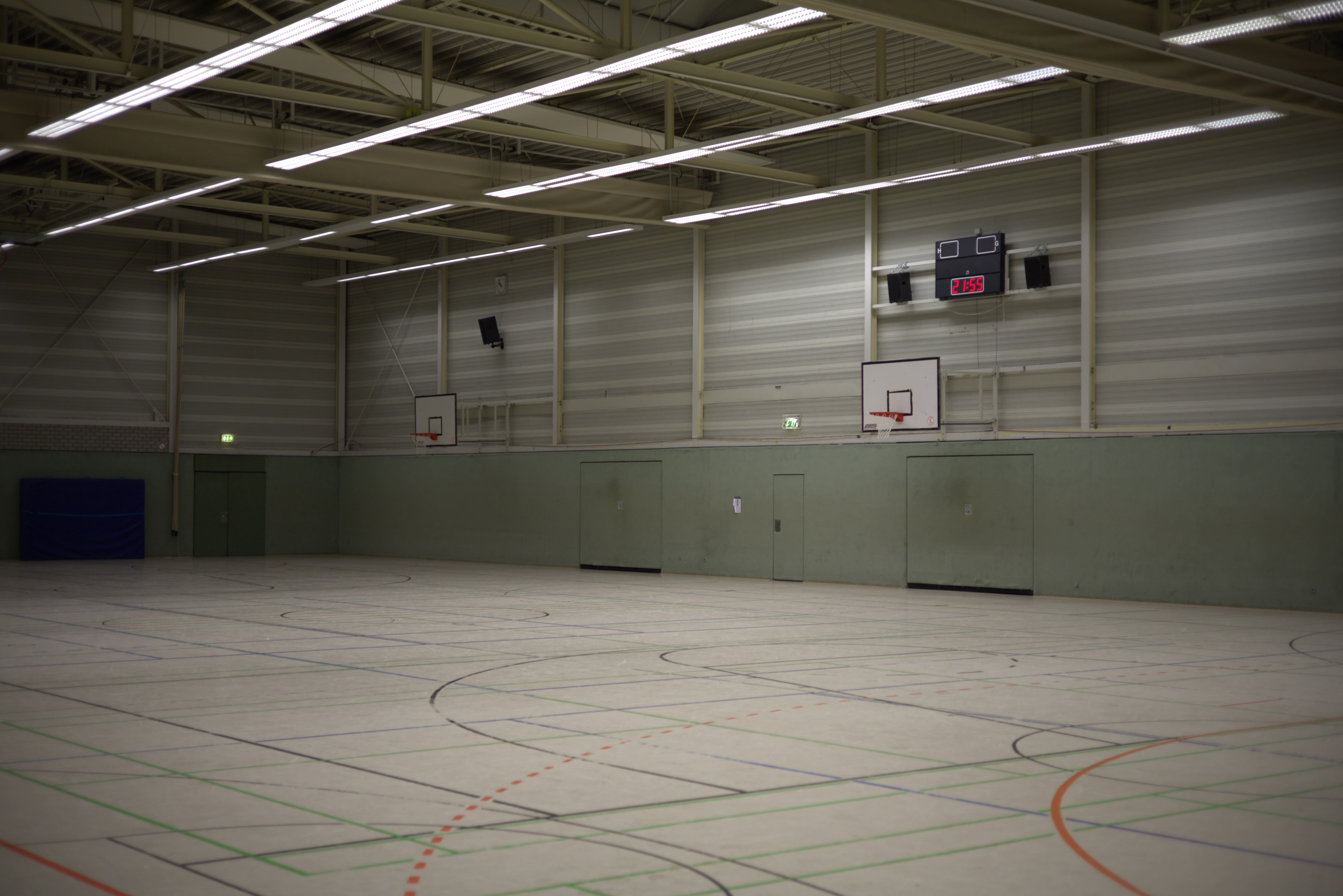
Die Halle an der Loewenfeldstr. in Bottrop-Kirchhellen

## Geschichte

### Frühe Jahre
Gegründet am 8. März 1976, legt die Bottroper BG einen rasanten Start hin. In der Saison 1976/77 geht erstmals eine Mannschaft in der Klasse C Nord an den Start und schafft den direkten Aufstieg. Die beiden folgenden Saisons verbringt man in der Klasse B Nord und kann in der Saison 1978/79 den nächsten Aufstieg feiern. In den nächsten fünf Jahren durchschreitet man mit vier weiteren Aufstiegen die Klasse A Nord, die Bezirksklasse Nord, Verbandsklasse Nord sowie die Landesliga Nord und steht damit mit der Saison 1983/84 erstmals in der Oberliga West, der heutigen 2. Bundesliga Nord. Nach vier Jahren in dieser Spielklasse schafft man als Meister mit 27:1 Punkten den Aufstieg in die 1. Badminton-Bundesliga.

### 1. Bundesliga
Der Verein spielte insgesamt fünf Jahre in der 1. Badminton-Bundesliga. In der ersten Saison 1987/88 sowie der Saison 1989/90 war man der Konkurrenz nicht mächtig und stieg direkt wieder ab, ohne nur ein Spiel aus eigener Kraft gewonnen zu haben. Anders sechs Jahre später: In den Jahren 1996/97 und 1997/98 konnte man sich den Klassenerhalt sichern. In der Saison 1998/99 gelang der Klassenerhalt erneut und man konnte sich die höchste Platzierung, den 7. Platz sichern, musste die Mannschaft aber aus wirtschaftlichen Gründen zurückziehen. In den Bundesligajahren stand der Ruhrpottklub vor allem dafür, neben Weltklassespielern wie dem aus Indonesien stammenden Dharma Gunawi oder dem Dänen Michael Søgaard und deutschen Nationalspielerinnen wie Nicole Baldewein oder Kathrin Piotrowski vor allem Spielern aus der Region und der eigenen Jugend eine Chance zu geben. Somit hatte die Bottroper BG immer eine junge Mannschaft. In den fünf Bundesliga-Jahren absolvierte die BBG insgesamt 78 Spiele, von denen sie 54 verlor, 13 gewann und 11 Mal unentschieden spielte, was zu insgesamt 37:117 Punkten in der ewigen Bundesliga-Tabelle führt.

### German Junior in Bottrop
Bekannt wurde die BBG auch als Ausrichter von nationalen und internationalen Badminton-Turnieren. Von 1991 bis 2008 veranstaltete der Verein die German Junior Open, das größte Badminton-Nachwuchsturnier in Deutschland. Bei den Turnieren waren sowohl künftige deutsche Meister und Topspieler wie Marc Zwiebler oder Isabel Lohau als auch spätere internationale Stars, darunter Weltmeister und Olympiasieger, vertreten. So finden sich in den Siegerlisten bei den Herren unter anderem Europameister Peter Gade und Taufik Hidayat, der 2004 die Olympischen Spiele gewann und 2005 Weltmeister wurde, wieder. 2001 waren mit den Siegern im Damendoppel die späteren Weltmeister Zhao Tingting und Zhang Yawen sowie 2008 die Mixed-Olympiasieger Lee Hyo-jung und Lee Yong-Dae in Bottrop zu Gast. Ein weiteres Highlight war der Auftritt des als besten Badmintonspieler aller Zeiten geltenden Lin Dan im Jahre 2001, wo er das Turnier im Herreneinzel gewinnen konnte.

### Weitere sportliche Erfolge
Neben den Jahren in der 1. Bundesliga verbrachte die BBG insgesamt elf Jahre in der 2. Bundesliga. Die letzte Saison war die Saison 2007/08, in der man knapp den Klassenerhalt schaffte, jedoch ähnlich wie im letzten Bundesliga-Jahr die Mannschaft aus finanziellen Gründen zurückziehen musste.
Größter sportlicher Erfolg der BBG im Nachwuchsbereich war der Gewinn der Deutschen Jugend-Mannschaftsmeisterschaft im Jahr 1981. Im Jahr 2000 wurde der Verein Vizemeister.
Auch erfolgreich verliefen die mehrmaligen Ausrichtungen der Westdeutschen Meisterschaft und der Deutschen Seniorenmeisterschaft.
| Jahr | Erfolg                              |
| ---- | ----------------------------------- |
| 1981 | Deutscher Jugend-Mannschaftsmeister |
| 1983 | Aufstieg in die Oberliga West       |
| 1987 | Aufstieg in die 1. Bundesliga       |
| 1989 | Aufstieg in die 1. Bundesliga       |
| 1991 | Meister der 2. Bundesliga Nord      |
| 1995 | Meister der 2. Bundesliga Nord      |
| 1996 | Aufstieg in die 1. Bundesliga       |
| 1997 | Klassenerhalt in der 1. Bundesliga  |
| 1998 | Klassenerhalt in der 1. Bundesliga  |
| 1999 | Klassenerhalt in der 1. Bundesliga  |
| 2000 | Vize-Jugend-Mannschaftsmeister      |
| 2001 | Aufstieg in die 2. Bundesliga Nord  |
| 2004 | Aufstieg in die 2. Bundesliga Nord  |

### Entwicklung seit 2008

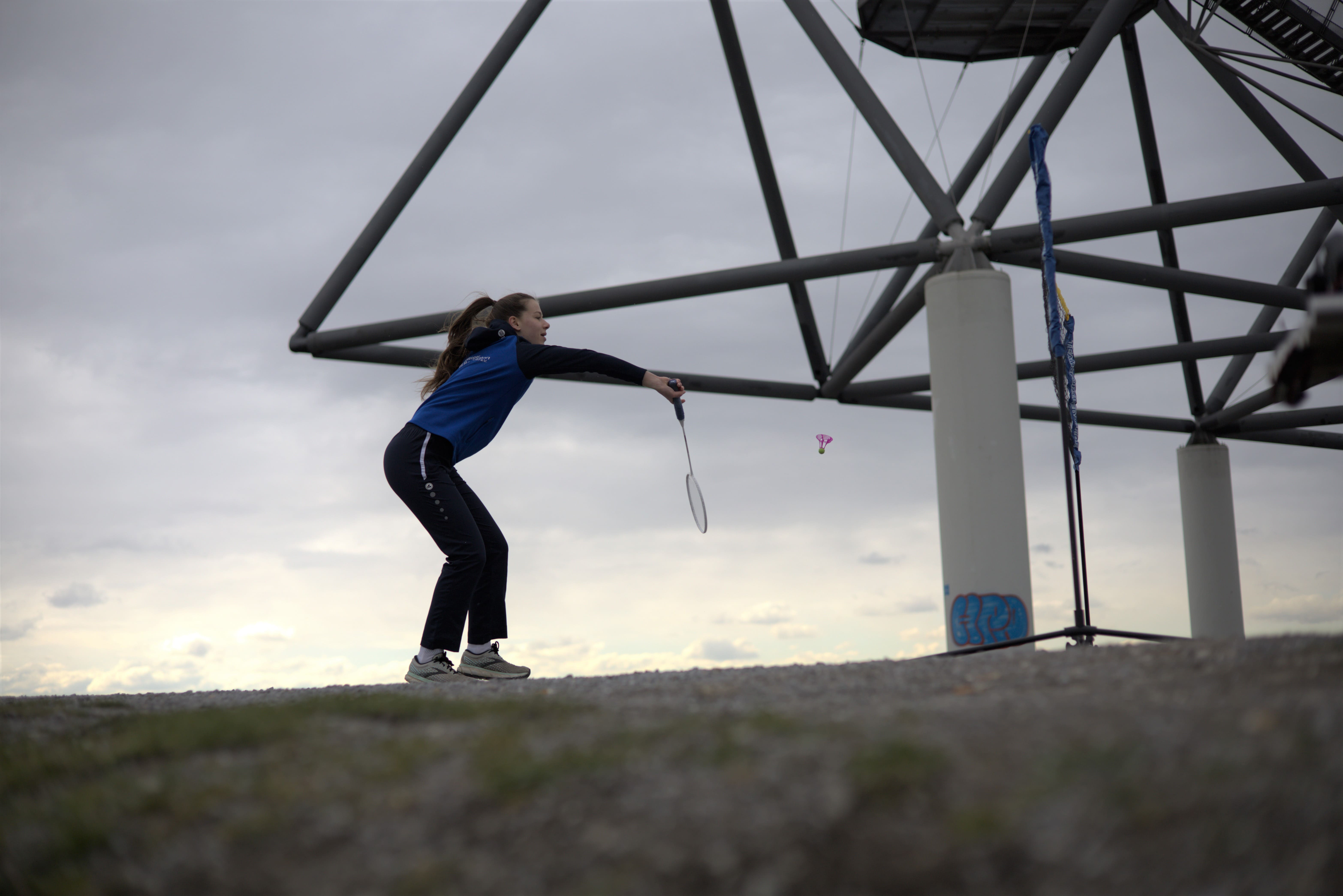
Air Badminton auf dem Tetraeder Bottrop

Nach dem Rückzug aus der 2. Bundesliga und den letzten Westdeutschen Meisterschaften sowie German Junior in Bottrop, muss der Verein neue Wege gehen und sich finanziell neu aufstellen. Dabei ist man froh, weiterhin auf die Treue der ELE als Hauptsponsor setzen zu können. Nicht zu ersetzen sind derweil Marlies und Hans Fischedick, die die Bottroper BG mitbegründeten und zu all ihren Erfolgen führten. Weiterhin an Bord ist dafür ihr Sohn Michael Fischedick, der die Geschicke des Vereins seit Sommer 1990 als 1. Vorsitzender leitet. Die Mannschaft schafft nach zwei Jahren in der Verbandsliga den Sprung in die Oberliga und in der folgenden Saison 2010/11 den Durchmarsch in die Regionalliga, der dritthöchsten Spielklasse. Von nun an beginnen fast 10 Jahre, in denen die BBG unter Leitung des Spielertrainers Matthias Kuchenbecker mal in der Oberliga, mal in der Regionalliga spielt, sich dort jedoch nie dauerhaft festsetzen kann. Mit dem Abstieg in die Verbandsliga und dem folgenden Absturz in die Landesliga im Jahr 2022 ist die Bottroper BG am Boden der Tatsachen angekommen. Grund für den Absturz sind unter anderem fehlende Trainingsmöglichkeiten durch etliche Hallenschließungen und die Corona-Pandemie. Aktuell befindet sich der Verein im Sportlichen Wiederaufbau und konnte in der Saison 2022/23 als ersten kleinen Erfolg den Aufstieg in die Verbandsliga schaffen.
Auch abseits des Platzes versucht der Verein immer wieder neue Wege zu gehen. Im Jahr 2013 stellt man das erste Vereinslogo vor. Zuvor spielte man lediglich mit dem Schriftzug „Bottroper BG“ auf dem Rücken. Im August 2014 fusionierte die BBG mit dem 1. BC Kirchhellen. Der kleinere Verein aus Bottrop-Kirchhellen schloss sich im Rahmen der Fusion der BBG an, womit sich der fusionierte Verein ein zweites Standbein aufbauen konnte. Auch in den Sozialen Medien ist man stets präsent. Seit 2010 befindet man sich auf Facebook und Twitter, seit 2017 auf Instagram, seit 2022 auf YouTube und seit 2023 neu auf TikTok. Außerdem wurde im Jahr 2022 das erste Badminton-Blatt, eine Vereinseigene Zeitschrift veröffentlicht.
Auch mit dem Badminton-Sport selbst geht der Verein neue Wege. Jedes Jahr werden Workshops angeboten, bei denen Schüler sowie Erwachsene die schnelle Ballsportart ausprobieren können. Besonders heraus stechen dabei die Aktionen rund um Air Badminton, einer neuen Sportart, die man auch draußen spielen kann. Im Jahr 2022 nutze die BBG diese neue Möglichkeit erfolgreich zur Mitgliedergewinnung, für einen großen Aktionstag im Bottroper Ehrenpark und für ein Showmatch unter dem Tetraeder. Seitdem ist die Trendsportart eine feste Instanz im Bottroper Badminton.

### Platzierungen der 1. Mannschaft
| Jahr    | Liga           | Platzierung |
| ------- | -------------- | ----------- |
| 1976/77 | Klasse C       | 1           |
| 1977/78 | Klasse B       | 3           |
| 1978/79 | Klasse B       | 2           |
| 1979/80 | Klasse A       | 1           |
| 1980/81 | Bezirksklasse  | 1           |
| 1981/82 | Verbandsklasse | 1           |
| 1882/83 | Landesliga     | 1           |
| 1983/84 | Oberliga West  | 2           |
| 1984/85 | Oberliga West  | 3           |
| 1985/86 | Oberliga West  | 2           |
| 1986/87 | Oberliga West  | 1           |
| 1987/88 | 1. Bundesliga  | 8           |
| 1988/89 | 2. Bundesliga  | 1           |
| 1989/90 | 1. Bundesliga  | 8           |
| 1990/91 | 2. Bundesliga  | 1           |
| 1991/92 | 2. Bundesliga  | 3           |
| 1992/93 | 2. Bundesliga  | 3           |
| 1993/94 | 2. Bundesliga  | 3           |
| 1994/95 | 2. Bundesliga  | 1           |
| 1995/96 | 2. Bundesliga  | 1           |
| 1996/97 | 1. Bundesliga  | 8           |
| 1997/98 | 1. Bundesliga  | 8           |
| 1998/99 | 1. Bundesliga  | 7           |
| 1999/00 | Regionalliga   | 3           |

| Jahr    | Liga          | Platzierung |
| ------- | ------------- | ----------- |
| 2000/01 | Regionalliga  | 1           |
| 2001/02 | 2. Bundesliga | 2           |
| 2002/03 | Regionalliga  | 8           |
| 2003/04 | Regionalliga  | 1           |
| 2004/05 | 2. Bundesliga | 3           |
| 2005/06 | 2. Bundesliga | 4           |
| 2006/07 | 2. Bundesliga | 3           |
| 2007/08 | 2. Bundesliga | 6           |
| 2008/09 | Verbandsliga  | 3           |
| 2009/10 | Verbandsliga  | 2           |
| 2010/11 | Oberliga      | 1           |
| 2011/12 | Regionalliga  | 7           |
| 2012/13 | Oberliga      | 2           |
| 2013/14 | Regionalliga  | 7           |
| 2014/15 | Oberliga      | 1           |
| 2015/16 | Regionalliga  | 3           |
| 2016/17 | Regionalliga  | 6           |
| 2017/18 | Regionalliga  | 8           |
| 2018/19 | Oberliga      | 3           |
| 2019/20 | Oberliga      | 8           |
| 2020/21 | Verbandsliga  | 5           |
| 2021/22 | Verbandsliga  | 8           |
| 2022/23 | Landesliga    | 1           |
| 2023/24 | Verbandsliga  | 8           |
| 2024/25 | Landesliga    |             |